# Dobrovice
Dobrovice là một thị trấn thuộc huyện Mladá Boleslav, vùng Středočeský, Cộng hòa Séc.